# Owens (rivier)
Owens River is een rivier in het oosten van de Amerikaanse staat Californië. De rivier stroomt van noord naar zuid door de Owens Valley, een brede vallei tussen de Sierra Nevada in het westen en de White Mountains en Inyo Mountains in het oosten.

## Verloop
De rivier ontspringt in de Sierra Nevada, een paar kilometer ten zuiden van Mono Lake. Vanaf daar stroomt ze naar het zuidoosten, door de Long Valley Caldera en door het stuwmeer Crowley Lake. Vanaf daar stroomt de rivier bijna 200 kilometer door de Owens Valley naar het zuiden, waar ze vroeger uitmondde in Owens Lake. Daarna stroomt de rivier door een kloof (de Owens River Gorge) om ten noorden van Bishop Owens Valley in te stromen.
Daarna stroomt de rivier in zuidoostelijke richting door Owens Valley. Het rivierwater wordt hier gebruikt voor de irrigatie en het rivierwater wordt hier omgeleid door een groot aantal kanalen en kanaaltjes. Aangezien Owens Valley een steppeklimaat heeft en deel uitmaakt van de woestijn van het Grote Bekken, is de landbouw in het gebied geheel afhankelijk van het water van de Owens River.
Ongeveer zestien kilometer ten zuiden van Big Pine wordt het grootste gedeelte van het rivierwater afgetapt door de Los Angeles Aquaduct, een aquaduct voor de drinkwatervoorziening van de stad Los Angeles. Het aquaduct was aan het begin van de twintigste eeuw de aanleiding van een gewelddadig conflict, de California Water Wars. Boeren uit Owens Valley, die de aquaduct zagen als bedreiging van hun watervoorziening, saboteerden de aanleg van het aquaduct.
Het overgebleven water stroomt verder zuidwaarts, waar de rivier aan het zuidelijke uiteinde van Owens Valley vroeger uitmondde in Owens Lake, een endoreïsch meer. Sinds 1924 staat Owens Lake vrijwel droog als gevolg van het menselijke watergebruik. Tegenwoordig ligt op de plek van het meer een zoutvlakte.